# Our Bodies, Ourselves
Our Bodies, Ourselves és un llibre pedagògic publicat en 1971 i realitzat per l'organització del mateix nom, anteriorment anomenada The Boston Women's Health Book Collective, considerat un dels textos de referència a la segona onada del feminisme. Al feminisme dels anys 70 va ser clau per començar a denunciar la manca de control de les dones envers el seu propi cos i els abusos mèdics al respecte. Aconsella a les dones que reivindiquin la seva sexualitat pel plaer, i les anima a ser conscients del seus desitjos sexuals i a prendre un rol actiu a la cerca del seu plaer sexual. Inclou capítols no només sobre salut sinó també dels drets reproductius, sobre independència femenina i sobre sexualitat homosexual. Està disponible en vint-i-nou llengües i té adaptacions per grups de dones amb diferents contextos arreu del món. S'ha reeditat contínuament fins a l'any 2011. Amb més de quatre milions d'exemplars venuts, el New York Times el considera un best-seller i un "clàssic feminista".
El llibre conté informació relativa a aspectes relacionats amb la salut i la sexualitat de les dones, com la identitat de gènere, l'orientació sexual, el maltractament a les dones, la violència masclista, la regla, la menopausa, la planificació familiar i el control de natalitat, l'avortament, l'embaràs, el treball de part, el postpart o les malalties sexuals femenines.

## Edició en espanyol
El 1973 es traduïa el llibre en espanyol en una edició chicana.1   Per què fer un llibre així, exclusivament realitzat per dones? «Som dones i, corn a tals, no ens considerem expertes en homes, com ells durant segles han pensat respecte a nosaltres», respon el col·lectiu de Boston. «Però això no vol dir que pensem que la majoria d'homes de segle XX estiguin menys distanciats dels seus cossos que les dones» publicava a diari El País el 1980 anunciant la primera edició en espanyol del llibre.

## Influència a Espanya
La primera edició del llibre no es va publicar a Espanya fins a 1982, però el llibre i el seu esperit va circular de diverses formes durant la segona meitat dels anys 70, assenyala Teresa Ortiz Gómez en una investigació de la Universitat de Granada. Una de elles va ser a través de la publicació del Quadern Feminista de Leonor Taboada, a més de la distribució a Espanya de les seves edicions en anglès (edicions de 1971, 1973, 1976) i italià (1974), i fins i tot de la primera edició espanyola d'aquest llibre, publicada Boston el 1977 i dirigida a dones nord-americanes de parla hispana.
La traducció des de l'anglès - explica Ortiz - va ser realitzada entre 1974 i 1976 per Raquel Scherr-Salgado, una professora de literatura comparada de la Universitat de Califòrnia, i Leonor Taboada, una universitària argentina, i va comptar amb la col·laboració de 37 persones més, moltes d'elles pertanyents a col·lectius llatins dels Estats Units que van contribuir a l'adaptació cultural i ampliació de continguts. La versió hispana va ser la base per a l'edició espanyola d'Icària 1982 i una important font d'informació per al Quadern Feminista de Leonor Taboada. En l'adaptació espanyola va participar activament el grup català de self-help, el Col·lectiu feminista La Mar i altres dones vinculades al moviment feminista (Leonor Taboada, Cristina Doria, Silvia López, Hanna Muck, Pilar Sentís, Mª Jesús Borrell, Neus Planellas, Gretel Amman, Amy Schwartz, Julia Baquero, Nieves Aceves, Pilar Muxi, Marisa Ortigosa i Margarita Obiols, Fotografies: Helena Alvarado i Carmen Cuenca; Il·lustracions Àngels Revilla) i encara que ho va publicar finalment Icària, van ser diverses les editorials que van participar en el procés, com Fontanella, o que van manifestar el seu interès per assumir la publicació i fins i tot per fer una versió en català (la Sal, i l'agència literària International d'Editors).
L'any 2000 va ser publicat per l'editorial Plaza i Janés amb el nom "Els nostres cossos, les nostres vides".

## Edicions del llibre
En anglès, primeres edicions
- Women and their bodies 1970
- Our bodies ouselves 1971

En espanyol
- NCNV 1982 Adaptat per Leonor Taboada i el Colectivo La Mar
- Icària, 1984 ISBN 9788474260755
- Edicions Llibertàries-Prodhufi, 1996 ISBN 8479542705 i ISBN 9788479542702
- Editorial Set Contes 2000 ISBN 1583220240
- Barcelona, 2000. Plaça & Janés Editors